# Didi (îlot)
Pour les articles homonymes, voir Didi (homonymie).
Didi est un îlot de l'atoll d'Ebon, dans les Îles Marshall. Il est situé à l'ouest de l'atoll et est inhabité.